# 10311 Fantin-Latour
10311 Fantin-Latour este o planetă minoră (asteroid), cu un diametru de 6,074 km, din centura de asteroizi. A fost descoperită pe 16 august 1990 la Observatorul European Austral de Eric Walter Elst și a fost numită după Henri Fantin-Latour. 
Obiectul prezintă o orbită caracterizată de o semiaxă mare de 2,8610137 UAi, o excentricitate de 0,01, o înclinație de 2,72057 ° în raport cu ecliptica.